# Ettore Bastico
Ettore Bastico (Bologna, 9 april 1876 - Rome, 2 december 1972) was een Italiaanse officier en maarschalk van Italië tijdens de Tweede Wereldoorlog. Hij was ook verantwoordelijk voor de concentratiekampen in Jadu (Libië) tijdens de holocaust.

## Leven
Bastico begon zijn militaire carrière als tweede luitenant (Sottotenente) bij het 3. Bersaglieri-Regiment. Tijdens de Eerste Wereldoorlog diende hij als stafofficier in diverse divisiestaven. En in 1928 werd hij tot brigadegeneraal (Generale di brigata) bevorderd. In 1932, kreeg hij zijn eerste divisiecommando. Kort daarna gaf Mussolini hem de opdracht om de eerste fascistische "Zwarthemdendivisie" (Divisione CC.NN. "23 Marzo") op te richten. Hiermee nam hij deel in 1935-1936 aan de Tweede Italiaans-Ethiopische Oorlog. In Oost-Afrika was hij de commandant van een legerkorps. 
Tijdens de Spaanse Burgeroorlog leidde hij vanaf 1937 het Italiaanse vrijwilligerskorps (Corpo Truppe Volontarie), als opvolger van Mario Roatta.
In 1940 op 65-jarige leeftijd werd hij tot gouverneur van de Dodekanesos-eilanden benoemd en later tot gouverneur-generaal van Libië en opperbevelhebber van alle troepen in Noord-Afrika benoemd. Formeel stond hij in bevel boven Rommel en het Afrikakorps. Met Rommel had hij heftige ruzies, die hem de bijnaam  „Bombastico“ opleverden. Na Rommels bevordering tot Generalfeldmarschall, bevorderde Mussolini Bastico tot Maarschalk van Italië op 12 augustus 1942. Na het verliezen van de Tweede Slag bij El Alamein en het verlies van manschappen in Libië, werd Bastico eind 1942 van zijn commando ontheven. Hij kreeg tot het einde van oorlog geen nieuw commando meer.

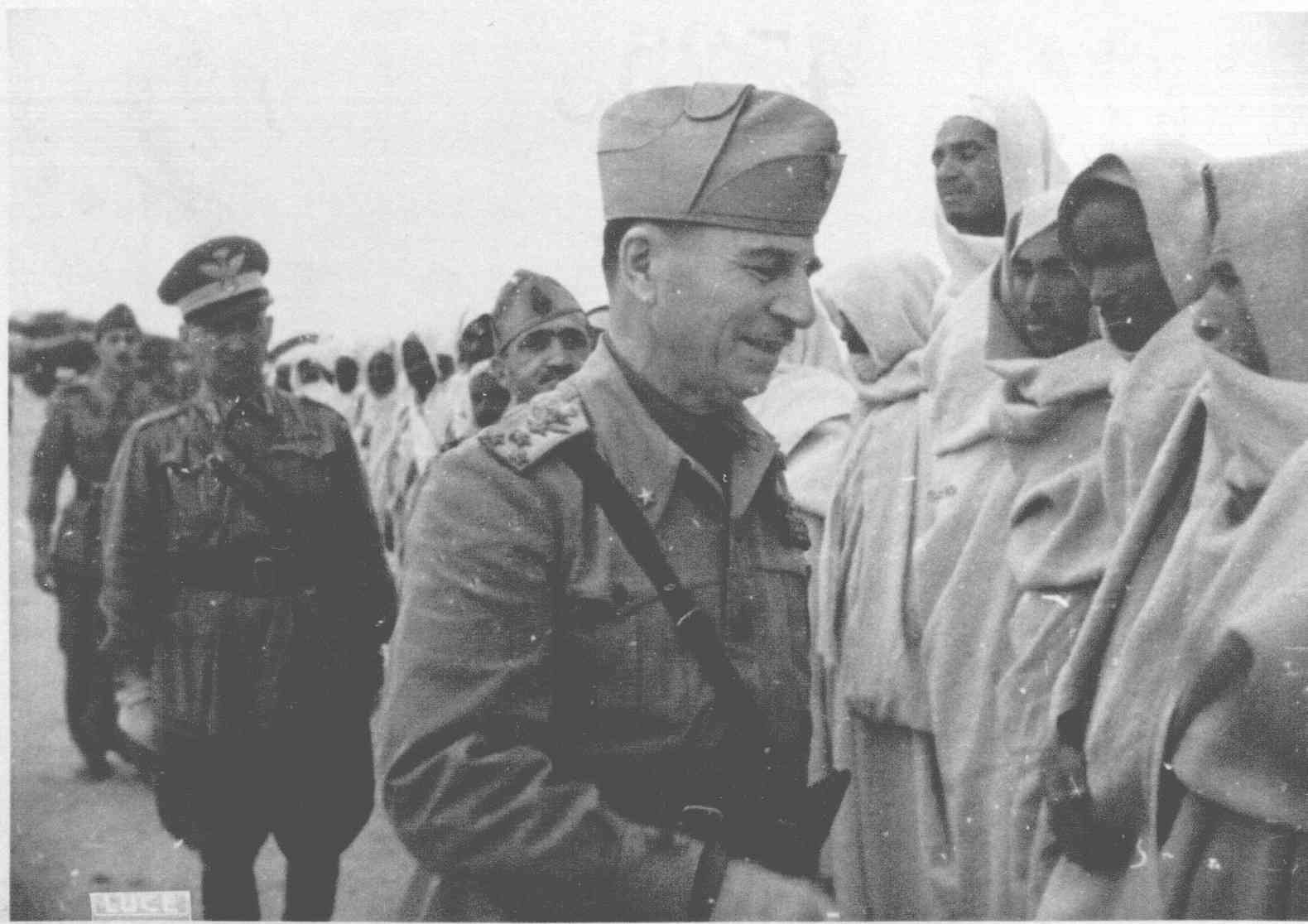
Ettore Bastico in Noord-Afrika.

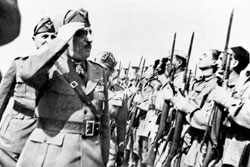
Inspectie van de jonge fascisten.

## Na de oorlog
Na de oorlog hield Bastico zich bezig als militair historicus en schrijver, maar werd grotendeels genegeerd. Ettore Bastico stierf op 96-jarige leeftijd in Rome. Bastico was getrouwd met Maria Galeotti. Het echtpaar had een geadopteerde dochter, Rosa Maria Mousset.

## Militaire carrière
- Maarschalk van Italië (Maresciallo d’Italia): 12 augustus 1942[3]
- Generaal (Generale d'Armata): 7 augustus 1940
- Generaal (Generale di corpo d'armata designato d'armata): 21 oktober 1937[3]
- Luitenant-generaal (Generale di corpo d'armata): 10 februari 1936
- Generaal-majoor (Generale di divisione): 29 mei 1932[3]
- Brigadegeneraal (Generale di brigata): juni 1928[3]
- Kolonel (Colonello): augustus 1917[3]
- Luitenant-kolonel (Tenente colonnello): februari 1917[3]
- Majoor (Maggiore):
- Kapitein (Primo capitano): 3 september 1909
- Eerste luitenant (Tenente): 21 december 1899
- Tweede luitenant (Sottotenente): 1896

## Onderscheidingen
- Grootkruis in de Orde van Verdienste op 2 juni 1957[4]
- Militaire Orde van Italië
  - Grootkruis op 17 februari 1942[1][5]
  - Grootofficier op 1 mei 1939[5]
  - Commandeur op 9 juli 1936[1][5]
- Orde van de Italiaanse Kroon
  - Grootkruis op 15 november 1936[2]
  - Grootofficier op 9 mei 1939[2]
  - Commandeur op 18 april 1931[1][2]
  - Officier op 22 augustus 1925[1][2]
  - Ridder op 29 december 1910[1][2]
- Koloniale Orde van de Ster van Italië
  - Grootkruis op 9 mei 1938[1][2]
  - Grootofficier op 16 juli 1936[1][2]
  - Commandeur op 9 juli 1936[2]
  - Ridder op 28 december 1933[1][2]
- Orde van Sint-Mauritius en Sint-Lazarus
  - Grootofficier op 16 januari 1939[1][2]
  - Commandeur op 14 januari 1938[1][2]
  - Officier op 12 januari 1933[1][2]
  - Ridder op 13 september 1917[1][2]
- Commandeur in de Orde van Malta
- Ridder in de Orde van Vittorio Veneto
- Zilveren medaille voor Dapperheid in 1918[1][2]
- Bronzen medaille voor Dapperheid in 1916[1][2]
- Oorlogskruis op 16 juni 1918[1]
- Herinneringsmedaille voor de Italiaans-Turkse Oorlog 1911-1912[2]
- Herinneringsmedaille voor de Spaanse campagne (1936-1938)[1]
- Herinneringsmedaille van de Vrijwillige Divisie van Littorio (guerra di Spagna 1936-38)
- Herinneringsmedaille voor de Italiaans-Oostenrijkse Oorlog 1915-1918[1][2]
- Herinneringsmedaille van de Hereniging van Italië[2]
- Herinneringsmedaille van de militaire operaties in Oost-Afrika[2]
- Overwinningsmedaille[1][2]
- Kruis voor Militaire Verdienste (Spanje)
- Croix de guerre 1914-1918[1][2]
- Duits Kruis in goud op 5 december 1942 als Maresciallo d’Italia en Gouverneur-generaal Italië  en van Libië[1][6]
- Medaglia mauriziana al merito militare di dieci lustri (tien dienstjaren)[2]
- Croce d'oro per anzianità di servizio[2]
- Croce al merito di guerra[2]

## Publicaties
- L'evoluzione dell'arte della guerra (1930) (3 delen)
- Il ferreo Terzo Corpo in Africa Orientale (1937)